# Through Clarity
『Through Clarity』（スルー・クラリティ）は、日本のロックバンド・coldrainが2012年7月4日にVAPからリリースした、2作目のミニアルバムである。

## 概要
初の海外でのレコーディング作品。プロデューサーにPARAMORE、THE RED JUMPSUITS APPARATUSなども手掛けたDavid Bendethを迎え、また、マスタリングエンジニアには、GREEN DAY、Norah Jones、MARILYN MANSONらも手掛けたTed Jensenを迎え、製作された。
「NO ESCAPE」は、PlayStation 3・Xbox 360用ゲームソフト「バイオハザード オペレーション・ラクーンシティ」CMソング。
「SIX FEET UNDER」は、Vansのコンピレーションアルバム「Vans Compilation Loud Session!!!! Vans x Bands 2」で収録されたものとは異なり、本アルバムに合わせてリテイクされている。

## 収録曲
1. NO ESCAPE – 3:08
2. PERSONA– 3:21
3. THE FUTURE – 3:30
4. SIX FEET UNDER– 3:39
5. NEVER LOOK AWAY– 3:41
6. INSIDE OF ME– 4:06